# Barclayska huset

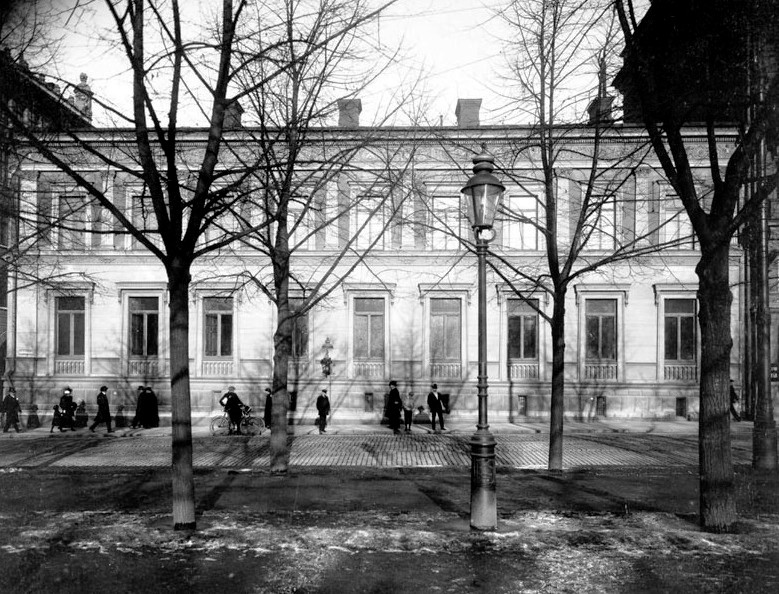
Barclayska huset 1915.

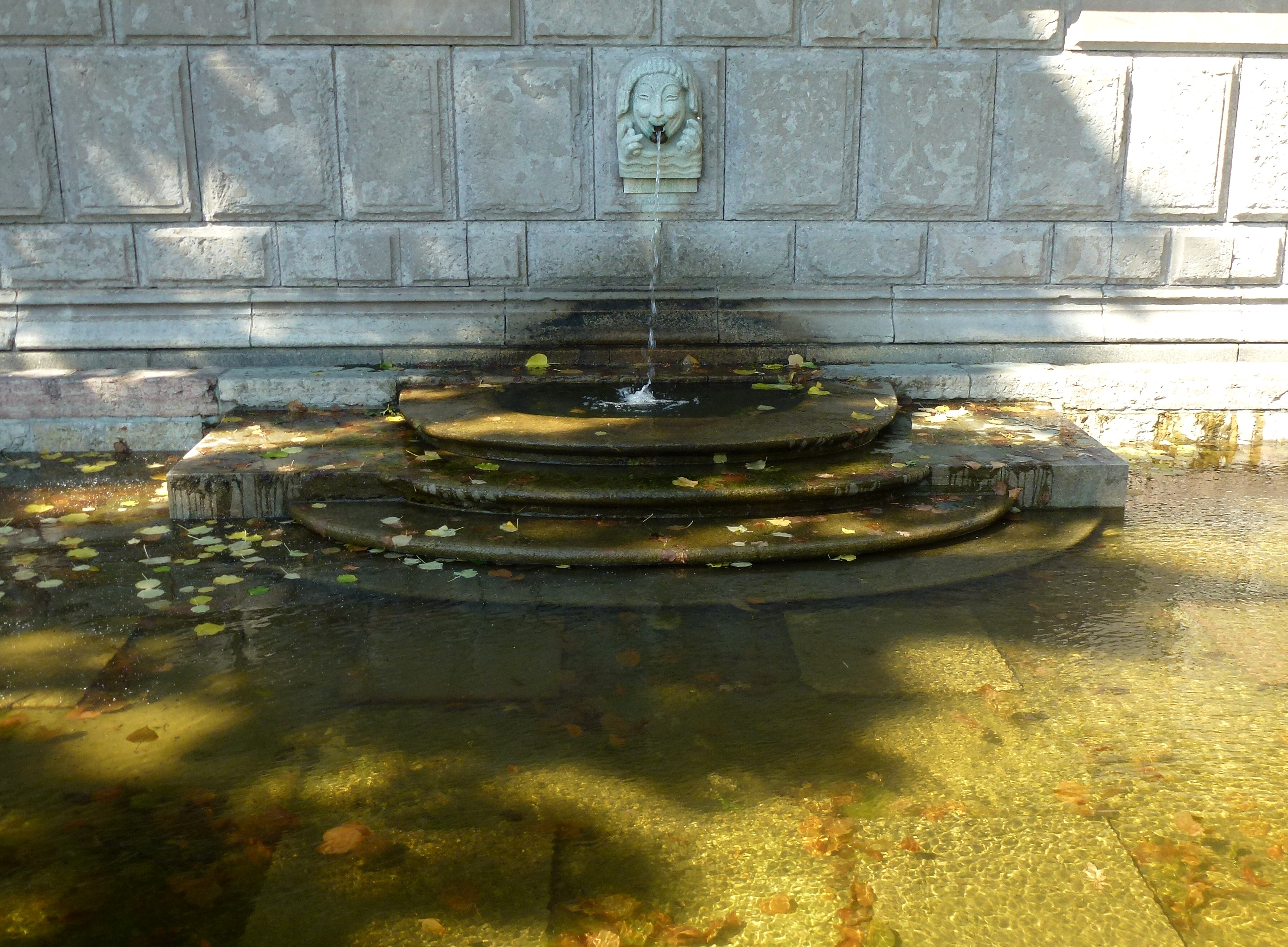
Wallenbergsmuren i Stadshusparken.

Barclayska huset (även kallat Wallenbergska huset) var ett privatpalats vid nuvarande Kungsträdgårdsgatan 14 i Stockholm.
Konsul Alexander Barclay hade 1856 köpt en större tomt som styckats av, och på den tomtdel han själv behöll lät uppföra ett vackert tvåvåningshus som ritats av Fredrik Wilhelm Scholander. Huset köptes 1877 av André Oscar Wallenberg som nyttjade det som sin privatbostad.. 1915 köpte Lifförsäkrings AB Thule fastigheten och byggnaden revs för att samma år ge plats åt Thulehuset. Husets stensockel återanvändes av arkitekten Ragnar Östberg i skapandet av en mur runt Wallenbergs gård i anslutning till Stockholms stadshus.

Interiörer 1911
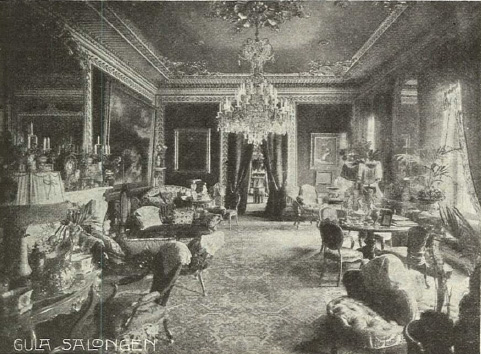
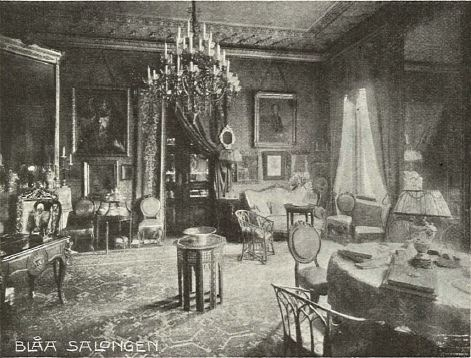
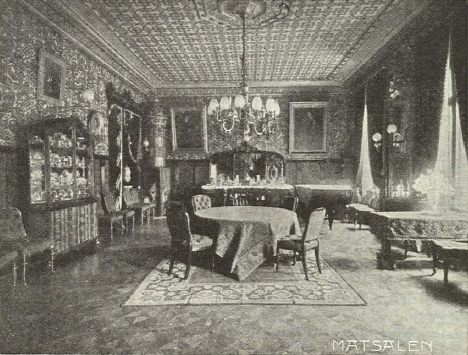
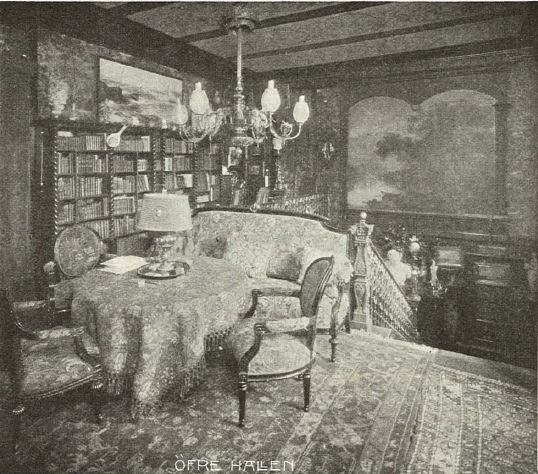